# Voorstraatdorp

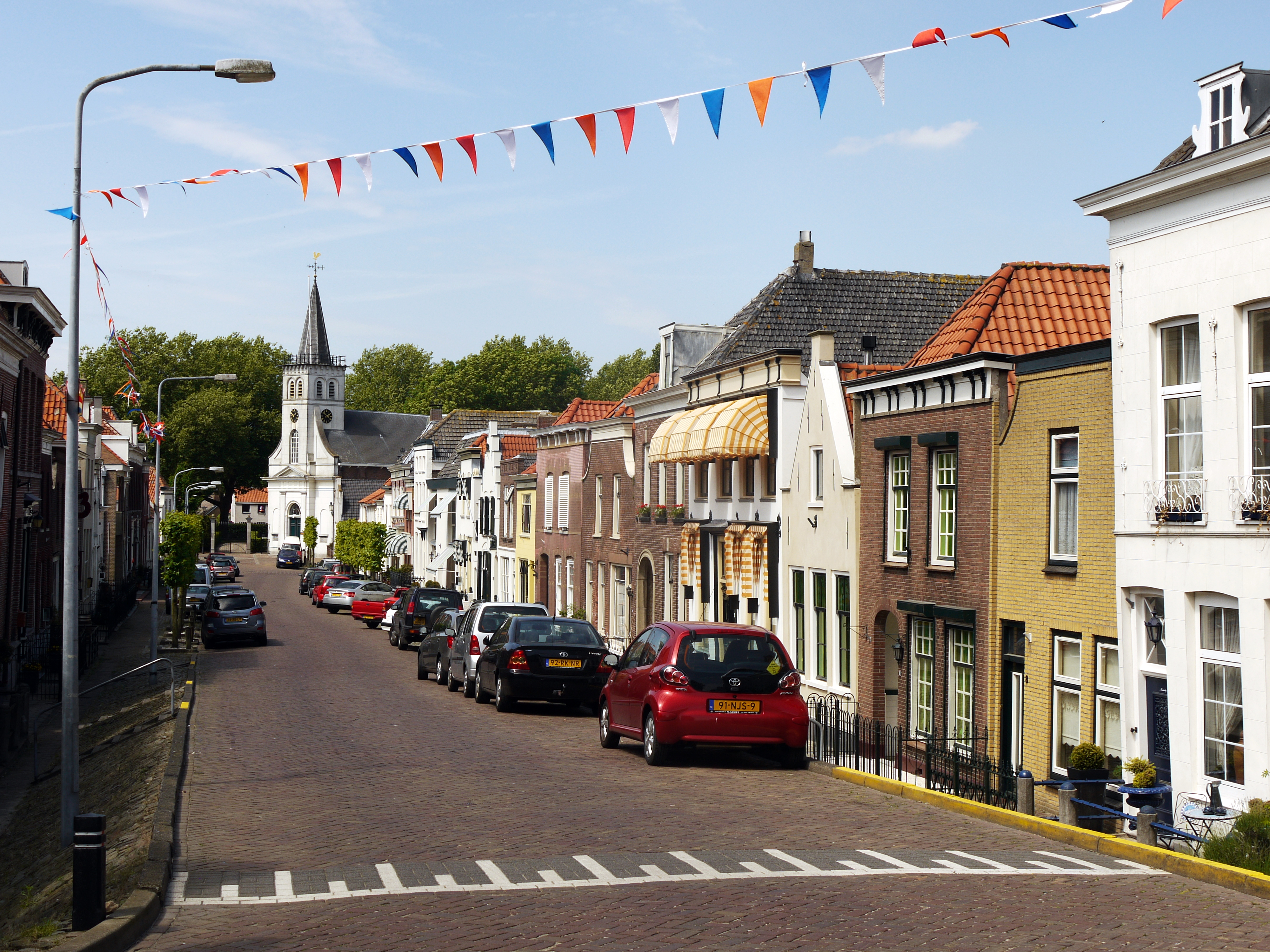
De Voorstraat van Ooltgensplaat

Een voorstraatdorp is de overkoepelende benaming voor een groep nederzettingen die hun oorsprong hebben in polderontginningen van de 16e en 17e eeuw waarbij de kern van het dorp gevormd wordt door een voorstraat; een straat die haaks op de dijk staat. Andere benamingen zijn voorstraat-kerkringdorp, ring-voorstraatdorp en naar het gebied met de oudste voorbeelden, het Flakkeese dorpstype. Het betreft voornamelijk dorpen in Zeeland, Zuid-Holland en het westen van Noord-Brabant.

## Geschiedenis en vorm
Het voorstraatdorp wordt gezien als het eindstadium binnen de evolutie van het kerkringdorp. In de 16e eeuw namen de inpolderingen in Zuid-Nederland (Zeeland, Zuid-Holland en West-Brabant) een 'offensieve' vorm aan. Niet langer werd er defensief bedijkt, waarbij het doel was om bestaande grond te beschermen tegen de grillen van de zee, maar werden grote stukken land aan het water onttrokken. Voorstraatdorpen vormden na de ontginning van deze gebieden centrale punten waar de economische en religieuze diensten binnen de nieuw ontstane polder samenkomen.
Voorstraatdorpen delen allemaal, in ieder geval historisch gezien, dezelfde opbouw waarbij kerkring of kerkplein door een brede, rechte hoofdstraat is verbonden met de dijk en/of de haven. Deze voorstraat staat vaak loodrecht op de dijk. Doordat de dijk hoger ligt dan de kerk, lopen de meeste voorstraten af. Evenwijdig aan deze hoofdstraat zijn enkele achterstraten, ook wel achterwegen genoemd. Dwarsstraten verbinden, vaak in een regelmatig patroon, de achterstraten met de voorstraat.

## Voorbeelden van voorstraatdorpen

### Zeeland
- Hoedekenskerke

- Wissenkerke
- Colijnsplaat
- Kats
- Sint Annaland
- Stavenisse
- Bruinisse
- Oudedorp
- Oudemenne
- De Zak
- Sluis, in de gemeente Hulst
- Schapershoek
- Ruischendegat

### Zuid-Holland
- Middelharnis
- Klaaswaal
- Numansdorp
- Oud-Beijerland
- Sommelsdijk
- Oude-Tonge
- Piershil
- Stad aan 't Haringvliet
- Goudswaard

### Noord-Brabant
- Dinteloord
- Fijnaart
- Klundert
- Nieuw-Vossemeer
- Willemstad